# Житловий комплекс «Олімп»
Житловий комплекс «Олімп» — хмарочос в місті Харків. Це 26-поверховий житловий будинок класу (преміум),
по вул. Культури 20в, ведений АОЗТ «Спецбудмонтаж».

## Цікаві факти
- Житловий комплекс «Олімп» є стартовим проектом забудови «тихого центру» в Харкові (від вулиці Трінклера до проспекту Науки).
- Також це перший хмарочос Харкова з підземною парковкою.